# 吳鳳笙
吳鳳笙（？—？），中國清朝官員。曾任壽寧知縣。光緒三年（1877年）接替雷其達任台灣府嘉義縣知縣，掌管今嘉義縣、嘉義市、雲林縣一帶政事。